# Cascate dell'Oxena
Le cascate dell'Oxena (o dell'Ossena) sono una cascata naturale in territorio di Militello in Val di Catania, comune della provincia di Catania, in Sicilia.
Si tratta di cascate naturali situate a sud del territorio di Militello, al confine con il territorio di Francofonte (provincia di Siracusa), raggiungibili tramite la Strada provinciale 28 ii (Militello-Vizzini Scalo), bivio per Francofonte. Incastonate in un contesto ambientale caratterizzato da specie ripariali che accompagnano il corso d'acqua e dalla presenza di olivastri, carrubi, querce, fichi d'India, tamerici e oleandri, le cascate sono alimentate in regime permanente dal torrente Oxena. L'Oxena, mai profondo, è un affluente del torrente Trigona, il quale a sua volta si versa in parte nel lago di Lentini e in parte nel San Leonardo (fiume che attraversa la Piana di Catania e sfocia nel mar Ionio).
Rocce basaltiche caratterizzano, nel tratto comprendente le cascate, l'alveo del torrente Oxena. L'ambiente intorno è formato da cave verdeggianti e pianori assolati.
Le cascate dell'Ossena costituiscono oggi uno degli ambienti naturali più integri degli Iblei catanesi.
Le cascate sono attive tutto l'anno, assicurando la presenza di acqua anche nei periodi di siccità.